# Frida Felser

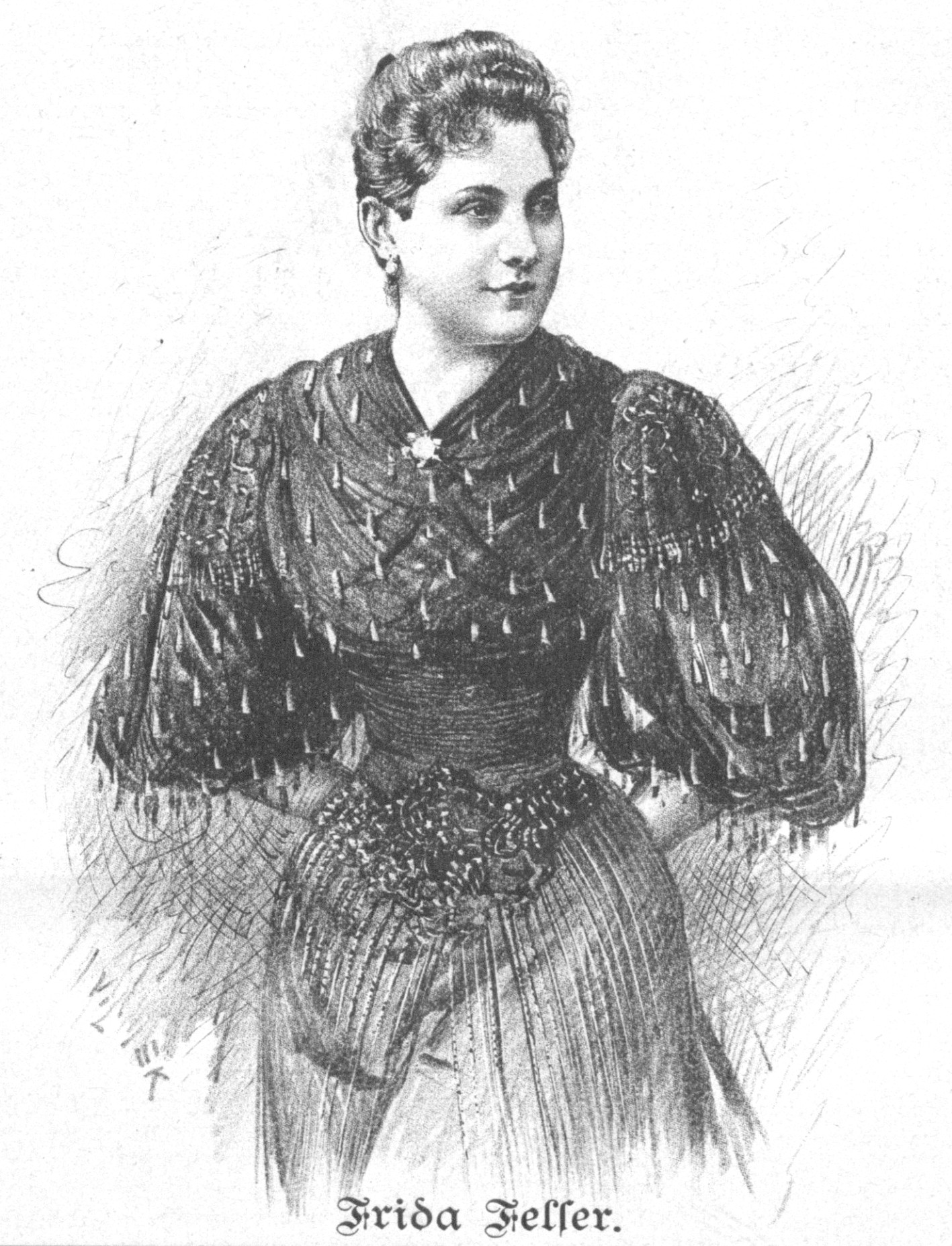
Frida Felser im Jahre 1895

Frida Felser (* 3. März 1872 in München; † 16. Februar 1941 in Köln) war eine deutsche Opernsängerin (Sopran).

## Leben
Felser erhielt ihre Ausbildung an der Königlich Bayerischen Musikschule, wo sie Schülerin von Max Zenger war. Ihre Bühnenlaufbahn begann sie 1890 in Salzburg als Opernsoubrette, wechselte 1891 ans Stadttheater Würzburg, 1892 nach Hamburg ans Carl-Schultze-Theater, wo sie als Sängerin und Schauspielerin bis 1895 wirkte. Es folgten Engagements in Reichenberg (1896) und Düsseldorf (1897 und 1898). Anschließend war sie Mitglied im Ensemble des Kölner Stadttheaters, wo sie sehr angesehen war und Rollen des jugendlich-dramatischen Faches und Soubrettenrollen verkörperte.
Ihre Stimme wurde als „klangvoll, angenehm, wohlgeschult und berührend“ beschrieben; ihr Spiel als „wirkungsvoll und scharf umrissen“. Zu ihrem Repertoire zählten unter anderem die Partien „Carmen“, „Santuzza“, „Nedda“, „Page“ in Die Hugenotten, „Leonore“ in Alessandro Stradella, „Rautendelein“, „Cherubin“, „Rose Friquet“, „Siebel“.

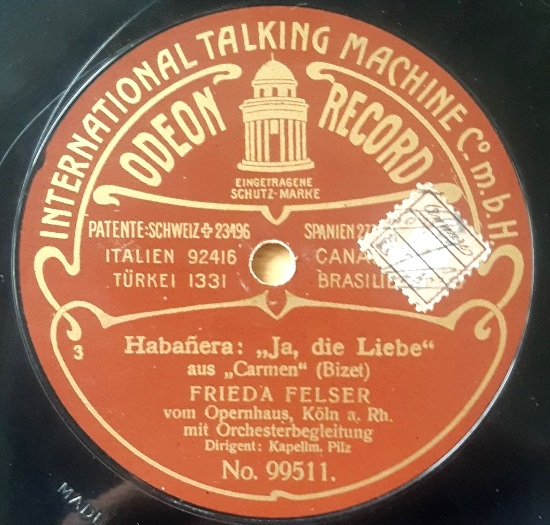
Schallplatte von Frida Felser (Berlin 1910)

Frieda Felser hinterließ nur wenige Aufnahmen bei G&T (Köln 1905, Berlin 1907) und Odeon (Berlin 1910). 